# Guacharaca
La Guacharaca /ɣwatʃaˈraːka/ è uno strumento musicale a percussione, generalmente costituito da due parti: la principale possiede una forma cilindrica, simile a quella di una canna, che viene ricavata dal fusto di un piccolo albero di palme.
Questa ha una superficie corrugata mediante bande incise che ne seguono il profilo circolare, ed è intagliata con una lavorazione a forma di canoa. Il secondo componente, un piccolo pettine (o forchetta) costituito da filo di ferro duro con un manico di legno, è utilizzato per sfregare la superficie corrugata del componente principale.
Costruita usando il fusto di una piccola pianta sul quale si intagliano delle bande che, sfregate, producono un suono particolare.
La guacharaca ha lo spessore di un manico di scopa e può essere tanto lunga quanto un violino, strumento con il quale è accomunata dalla postura per suonarla.
L'utilizzo avviene raschiando il pettine lungo la superficie del corpo principale, ricavando un caratteristico suono “graffiato”.

## Storia
La Guacharaca fu  inventata dai nativi americani, appartenenti alla cultura di Tairona nella regione della Sierra Nevada de Santa Marta, in Colombia, come uno strumento per simulare il suono del canto dell'uccello chiamato appunto guacharaca (in latino Ortalis ruficauda)
Dopo la colonizzazione e in seguito all'influenza della cultura spagnola, a partire dalla seconda metà del XX secolo venne adattata in base a nuove influenze, dando vita ad una nuova forma di fusione musicale chiamata Vallenato.  A tal riguardo, dal 1968, si svolge con cadenza annuale il "Festival de la Leyenda Vallenata" nel periodo compreso tra la fine di aprile e l'inizio di maggio, nel quale si esibiscono i migliori esponenti del genere.